# Ryczywół (gromada w powiecie obornickim)
Ryczywół – dawna gromada, czyli najmniejsza jednostka podziału terytorialnego Polskiej Rzeczypospolitej Ludowej w latach 1954–1972.
Gromady, z gromadzkimi radami narodowymi (GRN) jako organami władzy najniższego stopnia na wsi, funkcjonowały od reformy reorganizującej administrację wiejską przeprowadzonej jesienią 1954 do momentu ich zniesienia z dniem 1 stycznia 1973, tym samym wypierając organizację gminną w latach 1954–1972.
Gromadę Ryczywół z siedzibą GRN w Ryczywole utworzono – jako jedną z 8759 gromad na obszarze Polski – w powiecie obornickim w woj. poznańskim, na mocy uchwały nr 31/54 WRN w Poznaniu z dnia 5 października 1954. W skład jednostki weszły obszary dotychczasowych gromad Gorzewo, Gościejewko, Ninino, Ryczywół, Wiardunki i Zawady ze zniesionej gminy Ryczywół w tymże powiecie. Dla gromady ustalono 27 członków gromadzkiej rady narodowej.
1 stycznia 1959 do gromady Ryczywół włączono miejscowości Igrzyna i Tłukawy ze znoszonej gromady Bukowiec w powiecie chodzieskim w tymże województwie.
1 stycznia 1960 do gromady Ryczywół włączono obszar zniesionej gromady Skrzetusz w tymże powiecie.
31 grudnia 1971 do gromady Ryczywół włączono miejscowości Boruchowo, Dąbrówka Ludomska, Lipa, Ludomy i Ludomicko ze zniesionej gromady Ludomy w tymże powiecie.
Gromada przetrwała do końca 1972 roku, czyli do kolejnej reformy gminnej. 1 stycznia 1973 w powiecie obornickim reaktywowano gminę Ryczywół.